# District d'Épernay
Le district d'Épernay est une ancienne division territoriale française du département de la Marne de 1790 à 1795.
Il était composé des cantons de Épernay, Avize, Ay, Chatillon sur Marne, Damery, Dormans, Haut Villers, Louvois, Montmort et Saint Martin.

## Galerie

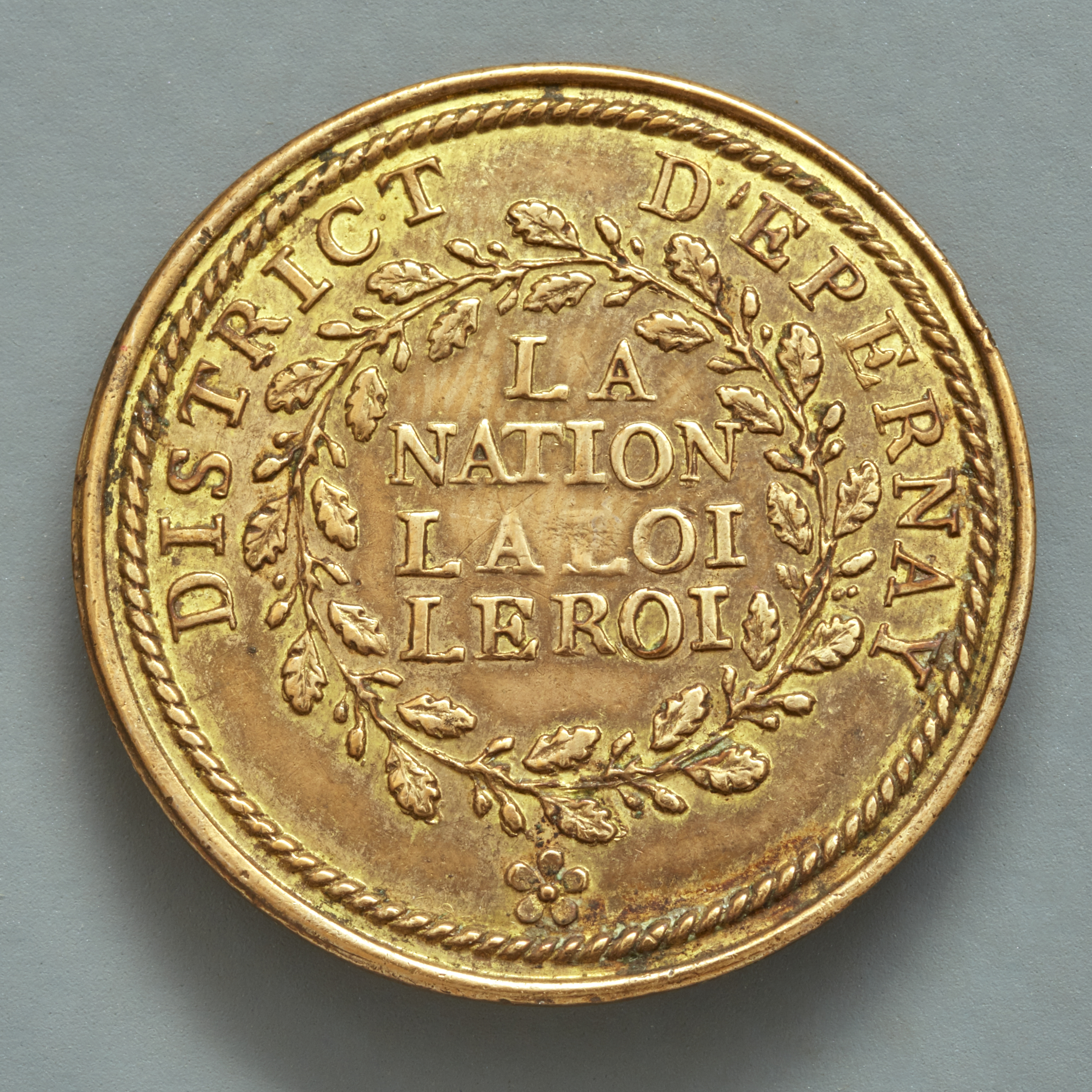
Bouton (musée Carnavalet)